# 정우회 (1910년)
정우회(政友會)는 한일 병합 조약 체결에 적극적으로 나선 대표적인 친일 단체로 1910년 3월 설립되었다.
이 무렵 병합 조약 체결을 지지하는 많은 친일 단체들이 활동했는데, 이용구의 일진회와 이완용의 국민연설회가 경쟁 관계에서 활동한 것이 대표적이다.
이완용과 조중응 계열에서는 민원식, 정응설, 정달영, 강중원, 고희준 등이 한일 친선을 표방하면서 국민연설회의 후신 격으로 정우회를 발기했다. 발기 취지는 국시유세단을 지원하는 정치단체였다. 총재는 민영휘와 김종한 등이 맡았다. 회원 수는 언론을 통해 150명으로 알려졌으나, 명의 도용 등으로 이름만 올린 경우가 드러나 실제 회원은 50명이 채 되지 않았다.
그해 8월 한일 병합 조약이 체결되어 목표가 달성되면서 9월 12일에 결사해산령에 따라 해체되었다.

## 강령
1. 황실존영
2. 정치무실
3. 교육진흥
4. 실업발달
5. 사회개량
6. 빈황구제
7. 한일친선

## 같이 보기
- 국민연설회
- 국시유세단

## 참고자료
- 친일인명사전편찬위원회 (2004년 12월 27일). 《일제협력단체사전 - 국내 중앙편》. 서울: 민족문제연구소. 98-102쪽쪽. ISBN 8995330724.
- 전갑생 (2003년 7월 14일). “'친일파' 고희준 전 거제군수의 굴절된 삶 - 거제군수에서 창씨개명 선생까지”. 오마이뉴스. 2008년 5월 4일에 확인함.